# Васютинський Анатолій Георгійович
Анатолій Георгійович Васютинський (нар. 10 (23) березня 1875, Лохвиця — 20 травня 1946) — лікар-офтальмолог, заслужений діяч науки УРСР, професор Київського інституту удосконалення лікарів.

## Біографія
Народився 10 (23 березня) 1875 року у місті Лохвиці (нині Полтавської області). Закінчив з медаллю Київську гімназію. В 1898 році з медаллю та відзнакою закінчив медичний факультет Київський університет святого Володимира, в якому залишився працювати в клініці професора А. В. Ходіна. З 1900 року працював ординатором Холмського місцевого лазарету, де завідував очним відділом.
В 1902 році працював ординатором у Варшавському військовому шпиталі й одночасно — понадштатним ординатором очної клініки професора Незнамова, з 1907 по 1909 рік — ординатором в очній клініці академіка Беллярмінова у Військово-медичній академії в Санкт-Петербурзі. Там же він і захистив докторську дисертацію: «Покалічення в ділянці органа зору (за даними деяких судів і військово-лікувальних установ)»[джерело?]. З 1909 по 1911 рік Анатолій Георгійович продовжував працювати у Варшавському шпиталі. В 1911 році — був відряджений закордон для удосконалення з офтальмології. Там він працював над питаннями патологічної анатомії ока у клініці професора Греффа в Берліні, бактеріології ока в клініках професора Аксенфельда у Фрейбурзі і у професора Моракса в Парижі. Очну хірургію Анатолій Георгійович вивчав у клініці професора Фукса і професора Меллера у Відні, а електромагнітні очні операції в клініці професора Гааба в Цюриху. Крім того, А. Г. Васютинський відвідав і ознайомився з роботою клінік відомих західноєвропейських професорів Крюкмана в Кенігсберзі, Утгофа в Бреславлі, Гєсса в Вюрцбурзі, Евербуша в Мюнхені, Ельшніга в Празі, Гроша і Бляшковича в Будапешті та Зігріста в Берні. Після повернення із-за кордону, продовжував працювати завідувачем очного відділу Варшавського шпиталю, консультантом Привіслянських залізниць і Червоного Хреста.
У роки першої світової війни А. Г. Васютинський працював військовим лікарем на фронті, а з 1917 року — начальником санітарної частини ІІ-ї Армії. В 1918 році прибув з фронту в Тамбов і був призначений Головним лікарем Тамбовського Червоноармійського шпиталю, де лікували переважно очних хворих. Пропрацювавши на цій посаді чотири роки, був демобілізований і обраний завідувачем очного відділу Тамбовської радянської губернської лікарні й губернським окулістом.
В 1922 році повернувся до Києва і був обраний завідувачем очного відділу Київської клінічної лікарні ім. Жовтневої революції. В 1923 році почав працювати в очній клініці Київського інституту удосконалення лікарів, спочатку як приват-доцент, а з 1929 року до кінця життя очолював цю кафедру. Він перший з професорів Інституту удосконалення лікарів запровадив заняття з оперативної офтальмології на трупах. 3 1925 року протягом кількох років вів самостійний курс з офтальмології на одонтологічному факультеті Київського медичного інституту і, був інспектором офтальмології Наркомздоров'я УРСР.
Під час радянсько-німецької війни знаходився в Середній Азії у військовому шпиталі.

Могила Анатолія Васютинського

Помер 20 травня 1946 року. Похований в Києві на Лук'янівському цвинтарі (ділянка №9, ряд 10, місце 31(1)).

## Наукова робота
Анатолій Георгійович написав понад 50 цінних наукових друкованих праць в яких він розробляє питання клінічної офтальмології, велику увагу приділяє питанням терапії трахоми з допомогою медикаментів і променевої енергії. Багато працював над питаннями етіології трахоми і написав роботу про природу трахомних тілець. Він розробив і вдосконалив операції з екстракції катаракти, пересадки рогівки, застосування регіональної анестезії при очних операціях, екстракції внутрішньоочних цистицерків, лікування травм очей. Разом зі своїми учнями написав підручник з оперативної офтальмології ока для лікарів і студентів, який вийшов українською мовою в 1933 році. Ряд його праць були присвячені військовій офтальмології — про визначення симуляції, про ослаблений зір, про забарвлені плями рогівки, про військово-окулістичні заклади Західної Європи і підготовку там військових офтальмологів, про схеми рефракції для дослідження, про суб'єктивні контрольні методи дослідження тощо. Під його керівництвом виконані дві докторських і чотири кандидатських дисертації, вийшло понад 100 друкованих робіт його учнів.

## Громадська діяльність
Анатолій Георгійович був членом Тамбовської й Київської міських рад, членом Вченої медичної ради НКОЗ УРСР, членом правління Всесоюзного і Українського товариств офтальмологів, членом редколегії «Офтальмологічного журналу» тощо.

## Нагороди, пам'ять

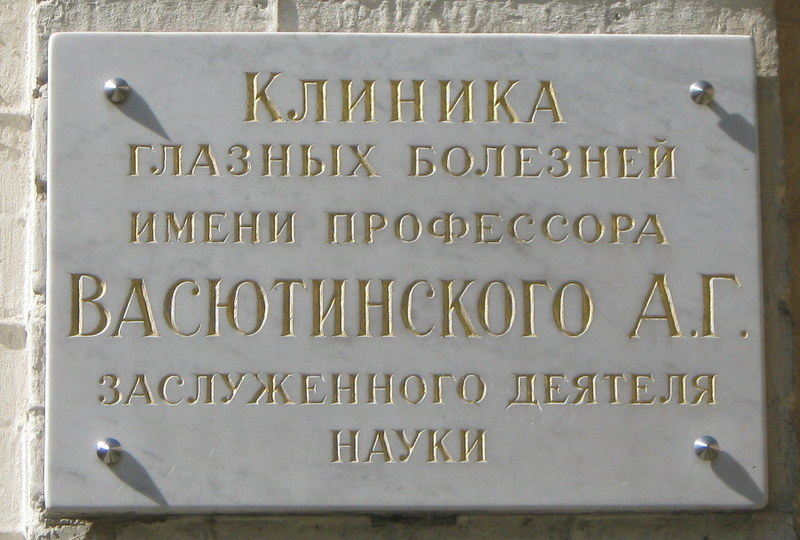
Дошка на клінці

Заслужений діяч науки УРСР. Нагороджений орденом Трудового Червоного Прапора (1945) та орденом «Знак Пошани».
Клініка очних хвороб Київської обласної лікарні носить його ім'я, про що свідчить мармурова дошка при вході до неї.